# Stefano Delle Chiaje
Stefano Delle Chiaje (Teano, 25 de Abril de 1794 — Nápoles, 18 de Dezembro de 1860) foi um médico e naturalista italiano, colaborador de Giuseppe Saverio Poli. Foi curador do Museu de Anatomia Humana de Nápoles (Museo di anatomia umana).

## Biografia
Estudou Medicina em Nápoles, onde foi aluno de Giuseppe Saverio Poli, com o qual iniciou a compilação da obra Testacea utriusque Siciliane eorumque istoria et antome tabulis aeneis, uma monumental descrição dos moluscos do Reino das Duas Sicílias.
Foi professor de anatomia patológica e desenvolveu investigação no campo da teratologia, matéria sobre a qual publicou algumas obras, mas destacou-se pela sua investigação na área da botânica e em especial sobre as plantas medicinais. Também deixou diversas obras sobre zoologia, especialmente sobre a taxonomia dos invertebrados do Reino de Nápoles. 
Em 1842 foi admitido como socio da Accademia dei Quaranta (Accademia Nazionale delle Scienze, a Academia Nacional das Ciências de Itália).
Entre 1846 e 1860 foi director do Museu de Anatomia Humana de Nápoles, ampliando as colecções pela aquisição do espólio do Gabinete de Cirurgia (Gabinetto di Chirurgia) e com o próprio contributo através da preparação de colecções de teratologia e de preparações de anatomia comparada.

## Obras publicadas
Entre outras, é autor das seguintes obras:
- Compendio di elmintografia umana, Stamp. Società Tipografica, Napoli 1825.
- Enchiridio di tossicologia teorico-pratica, s.e., Napoli 1831.
- Opuscoli fisico-medici, Tramater, Napoli 1833.
- Dissertazioni anatomico-patologiche, Tramater, Napoli 1834.
- Istitutuzioni di anatomia comparata, 3 voll., Tip. Azzolino, Napoli 1836.
- Osservazioni anatomiche su l'occhio umano, s.e., Napoli 1838.
- Istoria anatomico-teratologica intorno ad una bambina rinocefalo-monocola, s.e., Napoli 1840.
- Miscellanea anatomico-patologica, 3 voll., s.e., Napoli 1847.
- Descrizione e notomia degli animali Invertebrati della Sicilia Citeriore (1841-44)